# Halterofilii
Halterofilii este un film românesc din 1986 regizat de Luiza Ciolac.